# Focke-Wulf A 32
Il Focke-Wulf A 32 "Bussard" (in tedesco poiana) era un monomotore di linea ad ala alta sviluppato dall'azienda tedesca Focke-Wulf-Flugzeugbau AG nei tardi anni venti.
Destinato al mercato dell'aviazione commerciale e sviluppato parallelamente al più piccolo e simile A 33 Sperber, venne realizzato per sopperire ai problemi creatisi tra la compagnia aerea Nordbayerischer Verkehrsflug (NOBA) e la Bayerische Flugzeugwerke (BFW).

## Storia del progetto
Per cercare di soddisfare le crescenti e diversificate esigenze del mercato del trasporto aereo nella Germania dei tardi anni venti, le varie aziende aeronautiche tedesche iniziarono a sviluppare una serie di modelli sulle specifiche emesse dalle compagnie aeree nazionali. Tra queste la Nordbayerichen Luftverkehrsgesellschaft (NOBA) contattò la BFW (la futura Messerschmitt) per la fornitura di un nuovo modello in grado di operare sul medio raggio. Quando la dirigenza della NOBA appurò che la BFW non era in grado di fornire i velivoli concordati nei tempi previsti decise di contattare la Focke-Wulf per soddisfare le medesime esigenze. L'azienda affidò il progetto a Wilhelm Bansemir che in tempi brevissimi riuscì a disegnare un velivolo da realizzare in tecnica mista, monomotore in configurazione traente caratterizzato dalla configurazione alare monoplana ad ala alta a sbalzo con scompartimento passeggeri con sei-sette posti a sedere.
Il modello, identificato come A 32 "Bussard", era caratterizzato dall'adozione di una fusoliera dotata di cabina di pilotaggio chiusa realizzata in tubi d'acciaio saldati ricoperta anteriormente in metallo, da pannelli di legno compensato per la cabina e in tela trattata per le parti restanti. L'ala, a profilo grosso, era realizzata in un unico blocco di legno di sezione a bordi convergenti dalla radice all'estremità alare in una foggia tipica chiamata "Zanonia" e normalmente adottata dalla Focke-Wulf.
Il primo esemplare, WerkNr. 95, venne portato in volo per la prima volta all'inizio del 1930 senza presentare problemi e valutato dalla NOBA che si ritenne soddisfatta richiedendone l'avvio della produzione in serie.

## Impiego operativo
Il primo A 32 venne immatricolato D-1910 ed acquistato dalla compagnia aerea Nordbayerischer Verkehrsflug GmbH (NOBA) nel corso del 1930, seguito da altri quattro esemplari, rimanendo in servizio fino alla seconda metà degli anni trenta.

## Utilizzatori
(lista parziale)
 Germania
- Deutsche LuftHansa (DLH)
- Deutsche Verkehrsflug (DEVAG)
- DVS
- DVL
- Nordbayerischer Verkehrsflug (NOBA)